# Мегрелия-Горна Сванетия
Мегрелия-Горна Сванетия (на грузински: სამეგრელო-ზემო სვანეთი, Самегрело-Земо Сванети) е една от 12-те историко-географски области (региони) на Грузия, включваща историческите области Мегрелия (или Самегрело) и Горна Сванетия (или Земо Сванети). Площ 7442 km² (3-то място по големина в Грузия, 10,69% от нейната площ). Население на 1 януари 2018 г. 320 800 души (5-о място по население в Грузия, 8,07% от нейното население). Административен център град Зугдиди. Разстояние от Тбилиси до Зугдиди 300 km.

## Историческа справка
Около средата на 16 век Мегрелското феодално княжество се отделило от Имеретинското царство и неговите владетели от рода Дадиани признавали само номинално властта на Имеретинските царе. До началото на 17 век в състава на Мегрелското княжество влизала и територията на днешна Абхазия. В края на 17 век династията Дадиани била свалена от власт от рода Чиковани начело с Каций Чиковани. Синът на Каций Георгий приел фамилията на предишните владетели на княжеството – Дадиани. През 1803 г. владетелят на Мегрелското княжество Георгий (да не се бърка с първия Георгий) приел руско поданство. През 1857 г. управителят на Кавказ княз Барятински въвел в княжеството руско управление и юридически Мегрелското княжество прекратило съществуването си през 1867 г.
След разпада на Грузинското царство в средата на 16 век част от историческата област Сванетия влязла в състава на Мегрелското княжество. Останалата част се подчинявала на имеретинските царе и се поделяла на Свободна Сванетия и Княжеска Сванетия (владенията на князете Дадешкелиани). През 1857 – 59 г. княжеската власт в Сванетия била прекратена. Населението на областта се занимавало основно със скотовъдство и земеделие, а във високопланинските части на областта, заедно със слабо развитите феодални отношения дълго време се съхраняват остатъците от общинния строй.
Най-старият град в областта е Поти, признат за такъв през 1578 г. Останалите 7 града са признати за такива по време на съветската власт в периода от 1918 г. (Зугдиди) и 1921 г. (Сенаки) до 1982 г. (Мартвили).

## Географска характеристика
Мегрелия-Горна Сванетия се намира в северозападната централна част на Грузия. На север граничи с руските републики Карачаево-Черкесия и Кабардино-Балкария, на севеозапад – с Абхазия, на изток – с Рача-Лечхуми и Долна Сванетия и Имеретия, на юг – с Гурия, а на югозапад се мие от водите на Черно море (38 km брегова ивица). В тези си граници заема площ от 7442 km² (3-то място по големина в Грузия, 10,69% от нейната площ). Дължина от север на юг 150 km, ширина от запад на изток от 38 до 100 km.
На север, по границата с Русия, на протежение около 100 km се простира Главния или Вододелен хребет на Голям Кавказ. В най-източната му част (на територията на Горна Сванетия), на границата с Русия се издига връх Шхара 5193 m (43°00′02″ с. ш. 43°06′44″ и. д. / 43.000556° с. ш. 43.112222° и. д.), най-високата точна на региона и на цяла Грузия. От Главния хребет на юг се отделят три мощни хребета Сванетски (връх Лейла--Лехели 4008 m), Кодорски (връх Ходжал 3313 m) и Егриски (връх Чатагвала 3226 m), които обхващат повече от половината от територията на региона. Между тях от изток на запад, югозапад и юг е разположена дълбоката междупланинска долина на река Ингури. Районите разположени южно от Егриския хребет са заети от ниски предпланински възвишения с максимална височина до 2025 m. Южните и югозападните части на областта са заети от западната част на Колхидската визина. Най-големите реки протичащи по територията на областта са: Риони (най-долното течение) с десния си приток Цхенисцкали, Ингури и Хоби. 96% от територията на Горна Сванетия се намира на височина над 1000 m, а 65,8% – над 2000 m. Умереният климат, природните красоти и защитената флора и фаена на областта дават възможност за развитието на зимния и летния туризъм.

## Население
На 1 януари 2018 г. населението на Мегрелия-Горна Сванетия е наброявало 320 800 души (5-о място по население в Грузия, 8,07% от нейното население). Гъстота 43,1 души/km².

## Административно-териториално деление
В административно-териториално отношение регионът Мегрелия-Горна Сванетия се дели на 8 административни района (общини), 8 града, в т.ч. 1 град с областно подчинение и 7 града с районно подчинение и 2 селища от градски тип.
| Административна единица        | Площ (km²) | Население (2018 г.) | Административен център | Население (2018 г.) | Разстояние до Зугдиди (в km) | Други градове и сгт с районно подчинение |
| ------------------------------ | ---------- | ------------------- | ---------------------- | ------------------- | ---------------------------- | ---------------------------------------- |
| Град с областно подчинение     |            |                     |                        |                     |                              |                                          |
| 1. Поти                        | 65         | 41 731              | гр. Поти               | 41 731              | -                            |                                          |
| Административен район (община) |            |                     |                        |                     |                              |                                          |
| 1. Абашки                      | 321        | 20 845              | гр. Абаша              | 4941                | 57                           |                                          |
| 2. Зугдидски                   | 682        | 103 259             | гр. Зугдиди            | 42 998              | -                            |                                          |
| 3. Мартвилски                  | 881        | 32 566              | гр. Мартвили           | 4425                | 88                           |                                          |
| 4. Местийски                   | 3045       | 9501                | сгт Местия             | 1973                | 134                          |                                          |
| 5. Сенакски                    | 521        | 36 939              | гр. Сенаки             | 21 596              | 47                           |                                          |
| 6. Хобски                      | 725        | 29 247              | гр. Хоби               | 4242                | 27                           |                                          |
| 7. Целенджихски                | 647        | 24 776              | гр. Целенджиха         | 3847                | 22                           | гр. Джвари                               |
| 8. Чхоруцки                    | 619        | 22 309              | сгт Чхороцку           | 33 141              | 28                           |                                          |